# Poey-d’Oloron
Poey-d’Oloron ist eine französische Gemeinde mit 165 Einwohnern (Stand 1. Januar 2022) im Département Pyrénées-Atlantiques in der Region Nouvelle-Aquitaine (vor 2016: Aquitanien). Sie gehört zum Arrondissement Oloron-Sainte-Marie und zum Kanton Oloron-Sainte-Marie-2 (bis 2015: Kanton Oloron-Sainte-Marie-Est).
Der Name in der gascognischen Sprache lautet Poei-d’Auloron. Der Name stammt aus dem lateinischen podium.

## Geographie
Poey-d’Oloron liegt ca. 9 km nordwestlich von Oloron-Sainte-Marie in der historischen Provinz Béarn.
Umgeben wird der Ort von den Nachbargemeinden:
| Aren    | Saucède                                     |               |
| Géronce | Kompassrose, die auf Nachbargemeinden zeigt | Lucq-de-Béarn |
| Orin    |                                             | Verdets       |

Poey-d’Oloron liegt im Einzugsgebiet des Flusses Adour am rechten Ufer des Gave d’Oloron. Der Lassabaigt, ein Nebenfluss der Auronce, durchquert das Gebiet der Gemeinde.

## Geschichte
Auf einem nach drei Seiten abfallenden Hügelrücken nördlich des Zentrums der heutigen Gemeinde befand sich in der Frühgeschichte ein befestigtes Lager. Es hatte eine ovale Form und zwei halbmondförmige Abschnittswälle, einer mit einer Höhe von fünf bis sechs Metern im Südosten, der andere mit einer Höhe von drei Metern im Nordwesten. Eine runde Motte mit einem Durchmesser von sechs bis acht Metern und ein bewaldeter Erdhügel mit einem Graben und einer 30 Meter langen Brustwehr komplettieren die Anlage. Im Laufe des Mittelalters hat sich das Dorf am Fuße dieser Befestigung entwickelt. In der Volkszählung des Béarn im Jahre 1385 wurden in Poey 14 Haushalte gezählt und das Dorf gehörte zur Bailliage von Oloron.
Toponyme und Erwähnungen von Poey-d’Oloron waren:
- Podium (10. Jahrhundert, Kopialbuch der Abtei von Lucq-de-Béarn),
- Sent-Martii de Poey (1422, Notare aus Lucq-de-Béarn),
- Poey (1750 und 1793, Karte von Cassini bzw. Notice Communale),
- Pocy (1801, Bulletin des lois),
- Poey (1863, Dictionnaire topographique du département des Basses-Pyrénées) und
- Poey-d’Oloron (1956, Anfügen des Zusatzes, um sich besser von der namensgleichen Gemeinde Poey-de-Lescar zu unterscheiden).[5][6][7]

### Einwohnerentwicklung
Nach Höchstständen der Einwohnerzahl von rund 300 in der Mitte des 19. Jahrhunderts reduzierte sich die Zahl bei kurzen Erholungsphasen bis nach dem Zweiten Weltkrieg auf rund 140. In der Folgezeit ist ein moderates Wachstum zu verzeichnen, das in jüngster Zeit wieder stagniert.
| Jahr      | 1962 | 1968 | 1975 | 1982 | 1990 | 1999 | 2006 | 2009 | 2022 |
| --------- | ---- | ---- | ---- | ---- | ---- | ---- | ---- | ---- | ---- |
| Einwohner | 144  | 166  | 144  | 177  | 172  | 178  | 182  | 186  | 165  |

## Sehenswürdigkeiten

### PfarrkircheSaint-Martin

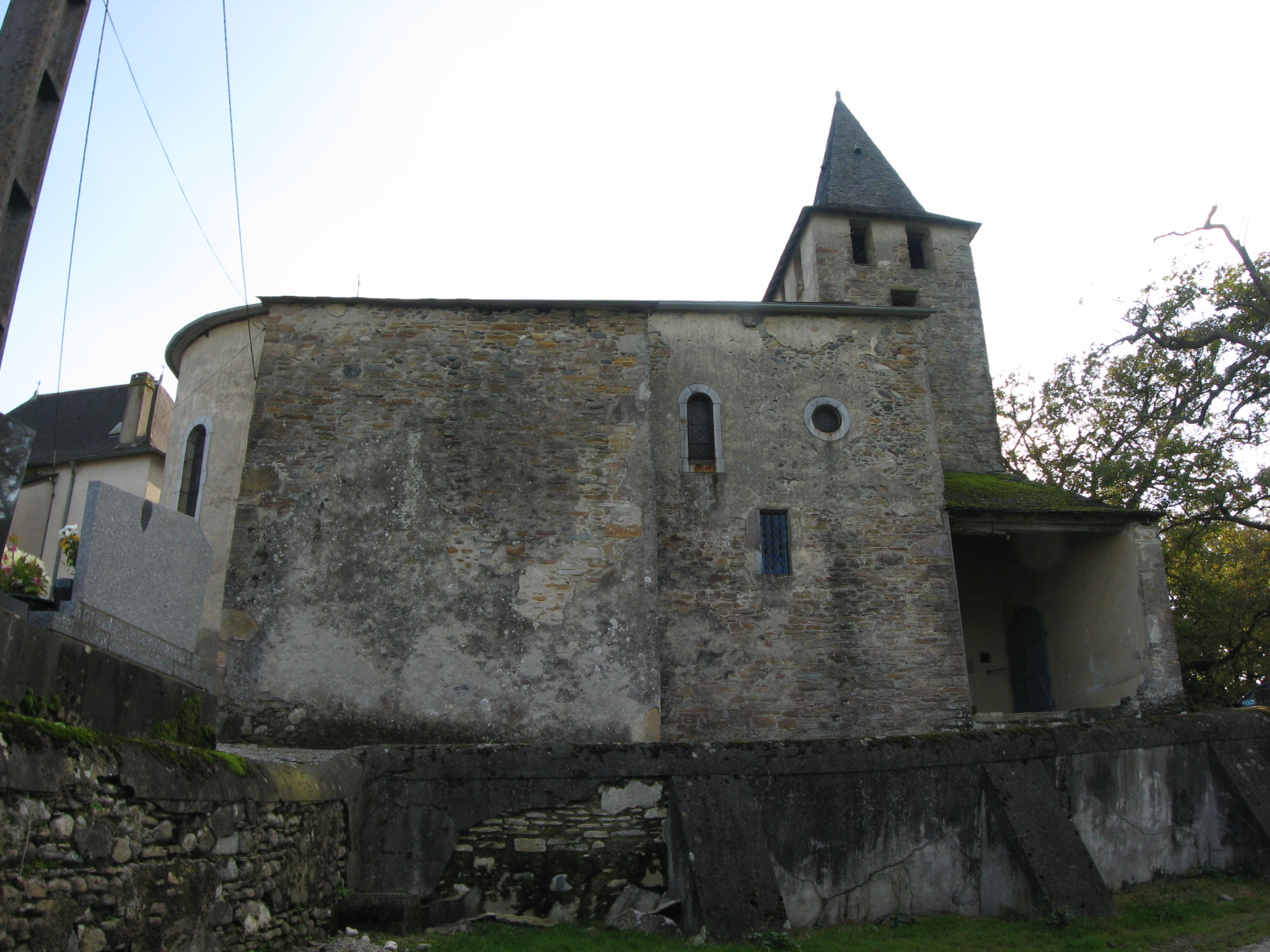
Pfarrkirche Saint-Martin

Laut Pierre de Marcas Buch Histoire de Béarn wurde die Martin von Tours geweihte Kirche seit dem 10. Jahrhundert im Kopialbuch der Abtei von Lucq-de-Béarn erwähnt. Bekannt ist, dass sie 1297 vom gleichen Pfarrer betreut wurde, der auch die Pfarrkirche von Verdets leitete. Im 17. Jahrhundert wurden Veränderungen vorgenommen. Das Langhaus birgt ein Haupt- und ein Seitenschiff, welches im 18. Jahrhundert hinzugefügt wurde. Die Apsis ist flach und an den Mauerecken abgerundet. Der Glockenturm mit einem spitzen Helm besitzt noch heute eine Schießscharte an seiner Südseite.
1894 wurde im Innern das Gipsgewölbe durch eine Holzdecke ersetzt, auf dem ein Bildnis über die Apotheose des heiligen Martin entstand. Es zeigt den Heiligen, wie er in den Himmel aufsteigt, begleitet von zwei musizierenden Engeln. Martin ist zu erkennen an seiner Mitra und seinem Bischofsstab, denn er war Bischof von Tours im vierten Jahrhundert. Das goldene, ätherische Licht, in das der obere Teil getaucht ist, unterstreicht die sakrale Atmosphäre. Das Gemälde ist vermutlich das Werk des Malers Joseph Castaing aus Pau, der 1895 ähnliche Werke für die Pfarrkirche von Aramits schuf.
Der Chor der Kirche birgt ein vergoldetes und polychromes Altarretabel aus dem 18. Jahrhundert. Säulen Salomonischer Ordnung tragen das Gesims, unter dem ein Engelskopf den Betrachter anschaut. Die Säulen sind umgeben von eleganten Blumenmotiven, Ähren und Putten, an der Basis sind es kleine Nagetiere. Oberhalb des Gesims halten Engel die Märtyrerpalme und umrahmen einen rechteckigen Giebel, auf dem Gottvater zu erkennen ist. Der Künstler des Werks, Antoine Giraudy, ließ sich 1690 in Lescar nieder und schuf weitere Werke in der Region. 1723 wurde das Retabel vom Bildhauer Artigave aus Sainte-Marie ausgebessert. Das zentrale Gemälde, das 2009 restauriert wurde, zeigt den heiligen Martin in der Szene, als er seinen Mantel teilte.
Der gleiche Künstler fertigte in der gleichen Zeit auch den Tabernakel an. Hier ist ein ähnlicher Engel zu erkennen wie an dem Retabel. Auf der Tür des Schreins zeigt sich Jesus als Ecce homo, über ihm Gottvater. Um die Tür herum erscheint ein reichhaltiges Dekor mit der Darstellung der Verkündigung des Herrn und Statuetten von den Heiligen Petrus, Paulus, Antonius, Ludwig IX. von Frankreich und Katharina. Unter einer Kuppel wird der auferstandene Christus dargestellt. Ein typisches Element des Künstlers sind verschlafene kleine Engel als Verzierungen auf dem Gesims.
Die Seitenkapelle Notre-Dame in der Pfarrkirche wurde zwischen 1723 und 1727 errichtet und ist mit einem Retabel ausgestattet, das aus dem Jahr 1730 datiert und von der Werkstatt des Künstlers Jean-Baptiste Dartigacave aus Sainte-Marie geschaffen wurde. Es ist vor allem in den Farben Blau, Beige und Gold gehalten und zeigt in der Mitte eine Madonna mit Jesuskind, eine seit dem 17. Jahrhundert weit verbreitete Darstellung. Die Seitentafeln tragen herabfallendes Blattwerk mit Köpfen von Engeln und sind links und rechts umrahmt von Schlangensäulen mit Blumengirlanden und Weintrauben. Oberhalb der Marienstatue halten zwei kniende Engel eine Krone. Der Sockel ist mit geometrischen Motiven verziert. Dieser Altar besitzt keinen Tabernakel.
Der Haupt- und der Nebenaltar mit ihren Retabeln sind seit 1996 als Monuments historiques klassifiziert.

## Wirtschaft und Infrastruktur

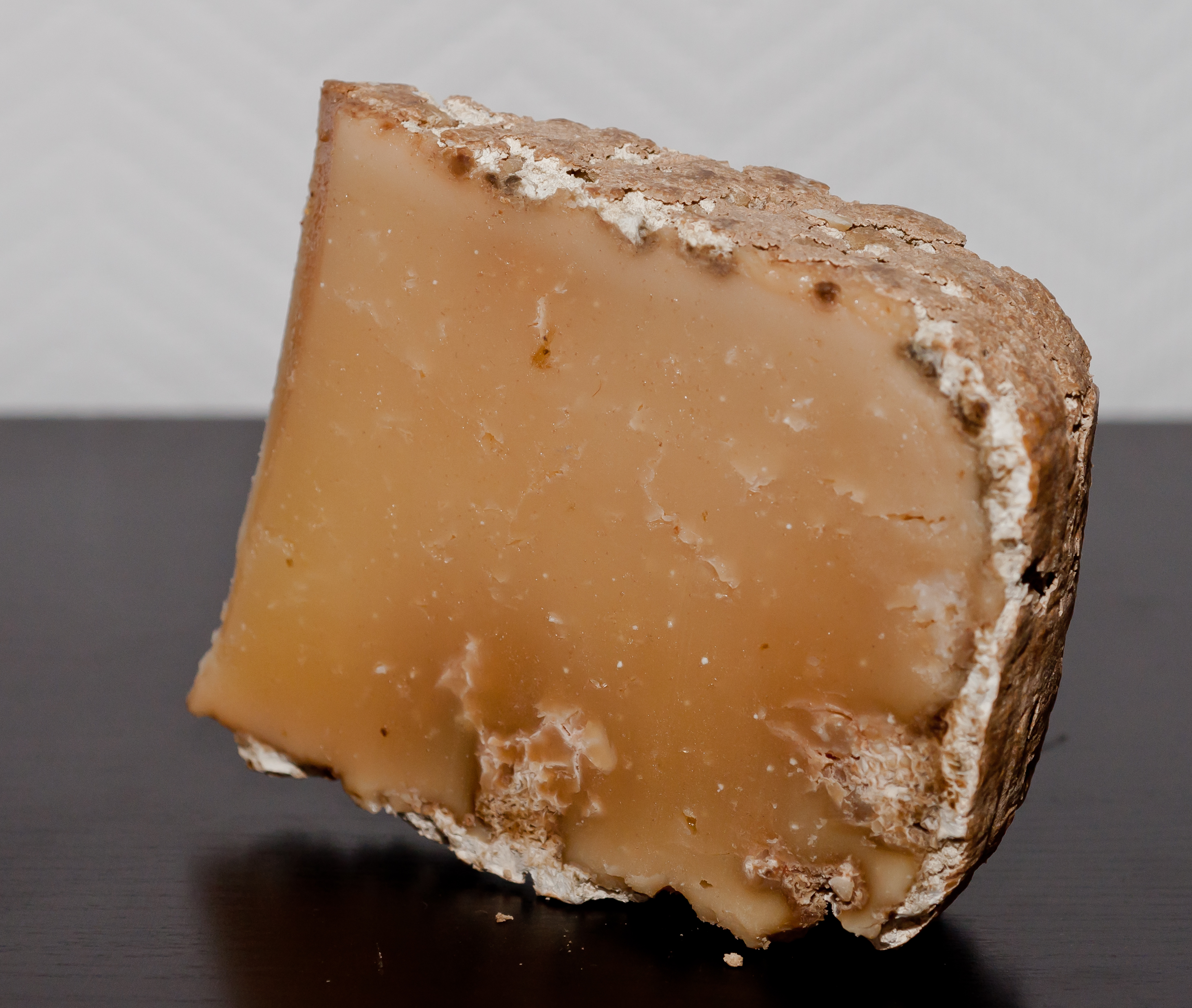
Ossau-Iraty très affiné

Poey-d’Oloron liegt in den Zonen AOC des Ossau-Iraty, eines traditionell hergestellten Schnittkäses aus Schafmilch, sowie der Schweinerasse und des Schinkens „Kintoa“.

### Sport und Freizeit
Ein leichter Rundweg von 5,5 km Länge mit einem Höhenunterschied von 70 m führt vom Zentrum der Gemeinde zum Ufer des Gave und zur Stelle der ehemaligen, frühgeschichtlichen Befestigungsanlage.

### Verkehr
Poey-d’Oloron wird durchquert von der Route départementale 27 und ist über eine Linie des Busnetzes Transports 64 über Oloron-Sainte-Marie und Navarrenx mit anderen Gemeinden des Départements verbunden.